# Wilhelm Brauel
Wilhelm Brauel (Hamburgo, 17 de setembro de 1914 – Setembro de 2002) foi um comandante de U-Boot que serviu na Kriegsmarine durante a Segunda Guerra Mundial.